# Jacaltenango
Jacaltenango ist eine Stadt im Westen Guatemalas im Departamento Huehuetenango. Sie hat 23.464 Einwohner. Die Pfarrkirche Santa Eulalia (Iglesia Parroquia de Santa Eulalia) befindet sich in ihr.

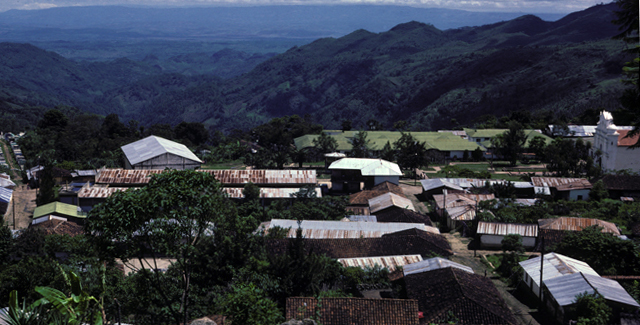
Blick auf Jacaltenango (1986)
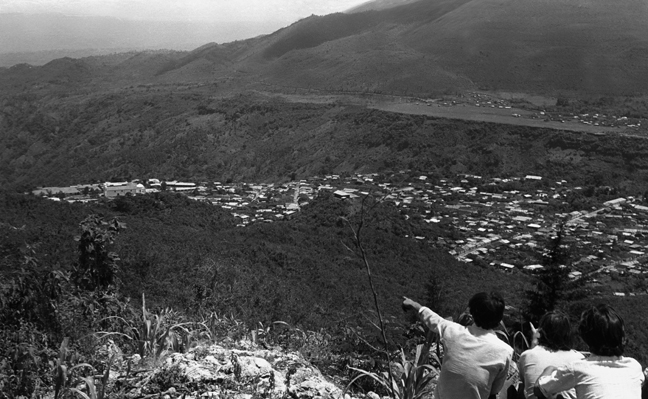
Blick auf Jacaltenango und San Marcos